# Sinéad Derrig
Sinéad "Jenny" Derrig (en irlandais : Sinéad Ní Dheirg, 2 mars 1899 - 3 avril 1991) est une fonctionnaire irlandaise et la secrétaire personnelle de Michael Collins,, un leader révolutionnaire républicain irlandais, agissant « presque comme sa main gauche ».

## Biographie
Sinéad Derrig est née Sinéad Mason à Craigaroddan, Ards, comté de Down le 2 mars 1899. Elle est l'aînée de huit enfants de Thomas et Catherine Mason (née Merron). Elle fréquente l'école nationale Ballyphilip, Ards. Elle déménage à Dublin pour vivre avec sa tante Jane Mason où elle fréquente le couvent Holy Faith, Haddington Road, puis le couvent St Michael's Loreto, Navan, comté de Meath. Elle travaille brièvement dans une entreprise de Baggot Street en tant que secrétaire, avant de travailler brièvement comme secrétaire d'Éamon de Valera avant sa tournée aux États-Unis en 1919.
Derrig est la secrétaire personnel de Michael Collins de 1919 à 1922, travaillant de longues heures au cours de la guerre d'indépendance irlandaise. À cette époque, elle est au courant d'informations confidentielles et des dangers auxquels Collins est exposé. Elle vit avec sa tante au 23 Brendan Road, Donnybrook. Derrig est proche de Collins ce qui amène bon nombre de ses proches et amis à croire qu'il pourrait l'épouser. Après la mort de Collins en 1922, elle prend un poste au ministère du gouvernement local (Department of Local Government). Elle démissionne de son poste en 1928 lorsqu'elle épouse Thomas Derrig. Ils vivent avec leurs deux filles, Úna et Íosold, au 58 Dartmouth Square et 33 Pembroke Road, Dublin,.
À la fin de sa vie, Derrig refuse de donner des interviews concernant son travail avec Collins. Elle meurt à son domicile 6 St Helen's Road, Booterstown le 3 avril 1991. Peu de temps avant sa mort, elle offre à la Bibliothèque nationale d'Irlande un exemplaire d'un journal de Collins sur son séjour en prison à Sligo en 1918.